# Dresden-Dobritz
Dresden-Dobritz – przystanek kolejowy w Dreźnie, w kraju związkowym Saksonia, w Niemczech. Znajduje się tu 1 peron.